# Przełęcz pod Kopą
Przełęcz pod Kopą, Niżnia Przełęcz pod Kopą (słow. Kopské sedlo, niem. Kopapass, Kopasattel, węg. Kopa-hágó) – szeroka, trawiasta przełęcz na Słowacji, w głównej grani Tatr, położona na wysokości 1753 m (według wcześniejszych pomiarów 1750 lub 1749 m). Przełęcz znajduje się na granicy pomiędzy Tatrami Wysokimi i Bielskimi.
Poprowadzono przez nią znakowany szlak turystyczny, łączący Dolinę Zadnich Koperszadów (Zadné Meďodoly, odgałęzienie Doliny Jaworowej) z Doliną Białych Stawów (dolina Bielych plies, odgałęzienie Doliny Kieżmarskiej). Zbocza zachodnie z przełęczy opadają do Zadnich Koperszadów, zaś wschodnie do Doliny Przednich Koperszadów (Predné Meďodoly), innego odgałęzienia Doliny Kieżmarskiej, od Doliny Białych Stawów oddzielonego Bielską Kopą.
Przełęcz pod Kopą znajduje się pomiędzy znajdującym się w Tatrach Wysokich Jagnięcym Szczytem (Jahňací štít) oraz Koperszadzką Granią a należącym do Tatr Bielskich Szalonym Wierchem (Hlúpy vrch), a dokładniej Szaloną Kazalnicą w jego południowej grani. Jest nietypowo ukształtowaną przełęczą – stanowi miejsce, w którym spotykają się trzy granie, tworząc trzy obniżenia grzbietów. Najniższym punktem siodła jest Niżnia Przełęcz pod Kopą (Kopské sedlo, 1753 m) i do tego punktu odnosi się nazwa Przełęcz pod Kopą. Dwa pozostałe obniżenia to Pośrednia Przełęcz pod Kopą (Zadné Kopské sedlo, 1767 m) i Wyżnia Przełęcz pod Kopą (Predné Kopské sedlo, 1780 m). Przełęcze Pośrednia i Niżnia leżą w grani głównej, pomiędzy nimi zaś znajduje się Mała Bielska Kopa (Kopský hrb, 1771 m). Przełęcz Wyżnia znajduje się w bocznym grzbiecie i oddziela Koperszadzką Grań od Bielskiej Kopy. Grzbiet Kopy łączy się z główną granią ok. 100 m na południe od Pośredniej Przełęczy pod Kopą. Pomiędzy trzema siodłami Przełęczami pod Kopą rozciąga się trawiasta ubocz nazywana Koperszadzką Płaśnią (Kopská pláň).
Przełęcz jest wyrzeźbiona w miękkich skałach dolnotriasowych. Na tutejszych stokach często można spotkać kozice, przez siodło przechodzą okresowo niedźwiedzie i jelenie.
Przejście było znane i używane od dawna, stanowi jedno z najdogodniejszych przejść przez Tatry. Korzystali z niego pasterze i myśliwi, przemieszczający się np. między Jaworzyną Spiską a Doliną Kieżmarską. Już w XVI wieku pasterze z Białej Spiskiej przepędzali tędy owce pomiędzy sąsiednimi dolinami. Połączenie przez Przełęcz pod Kopą należało do długiego szlaku nazywanego Polskim Chodnikiem i łączącego polanę Biała Woda z Doliną Kieżmarską. Pierwsze odnotowane przejścia:
- letnie – Jakob Buchholtz i członkowie komisji cesarskiej, 1751 r.,
- zimowe – Theodor Wundt i przewodnik Jakob Horvay, 16 kwietnia 1884 r.[1]

Jeden z członków wyprawy z 1751 r. stwierdził, że „w życiu nie wiedział nic bardziej uroczego” niż widok z Przełęczy pod Kopą. W latach 1766–68 w rejonie przełęczy zbierał rośliny brat Cyprian z Czerwonego Klasztoru.
Nazwa przełęczy pochodzi od leżącej w pobliżu Bielskiej Kopy. Pojawiła się w obecnej formie ok. 1880 r., przedtem używano licznych innych nazw: Przełęcz za Kopą, Przełęcz przez Kopę, Przełęcz z Kopą, Przełęcz Kopy, Przełęcz Kopa, Kopa, Przełęcz Skopa, Koperszadzka Przełęcz, Jaworzyńska Przełęcz, Bielska Przełęcz z Kopą, Siodło, Siodło Kopa. Dawne nazwy w innych językach to czeskie Průsmyk u Kopy, niemieckie Kupferschächtesattel, Kupferpass, Kupfersattel, Schächtengrat, Schächtergrat, Schächtner Grat, Sattel, Großer Sattel, Sattelpass, Skopa Pass, Kupa-Pass, Durlsberger Sattel, węgierskie Nyereg, Kopa-szoros, Durlsbergi-nyereg.

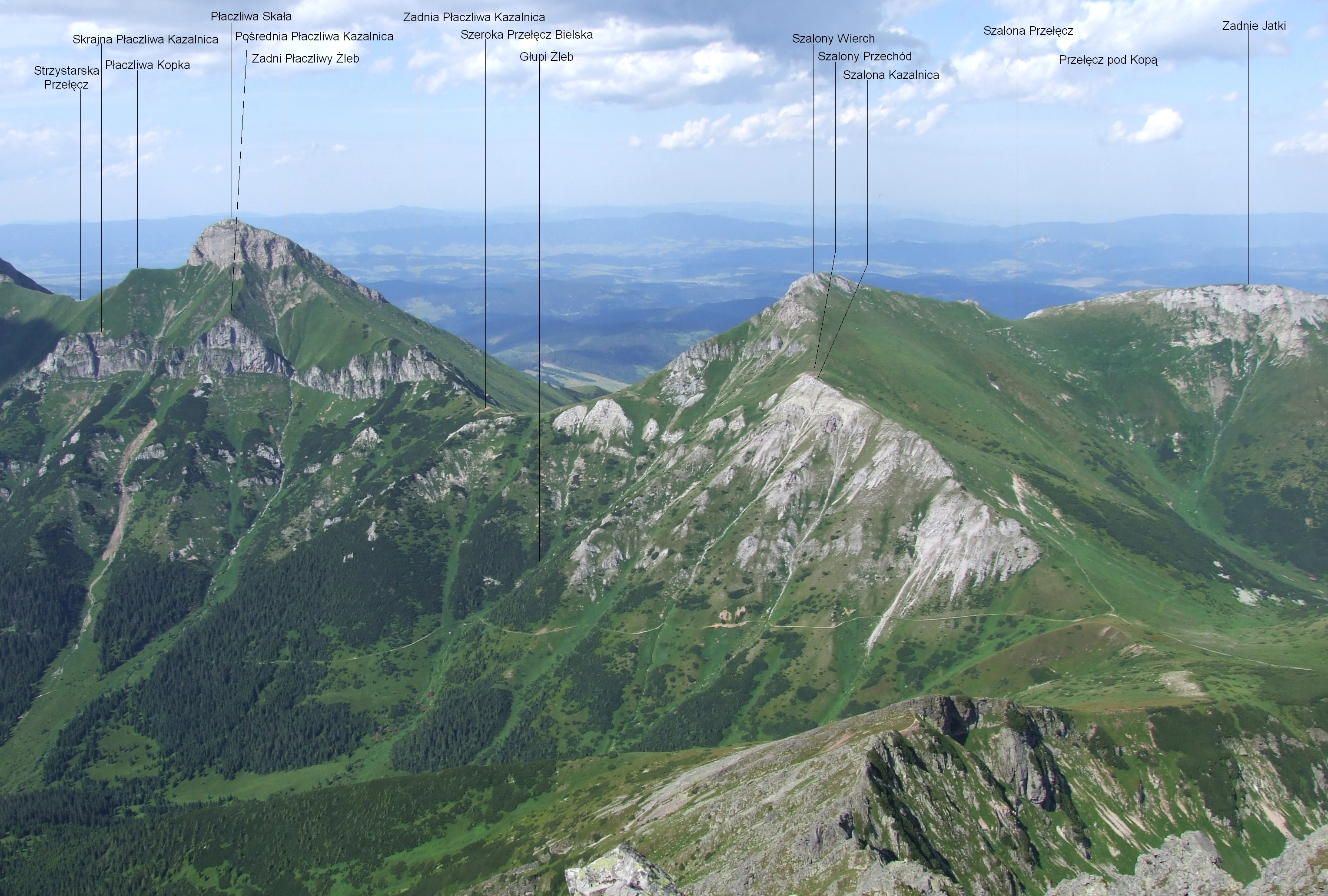
Widok z Jagnięcego Szczytu
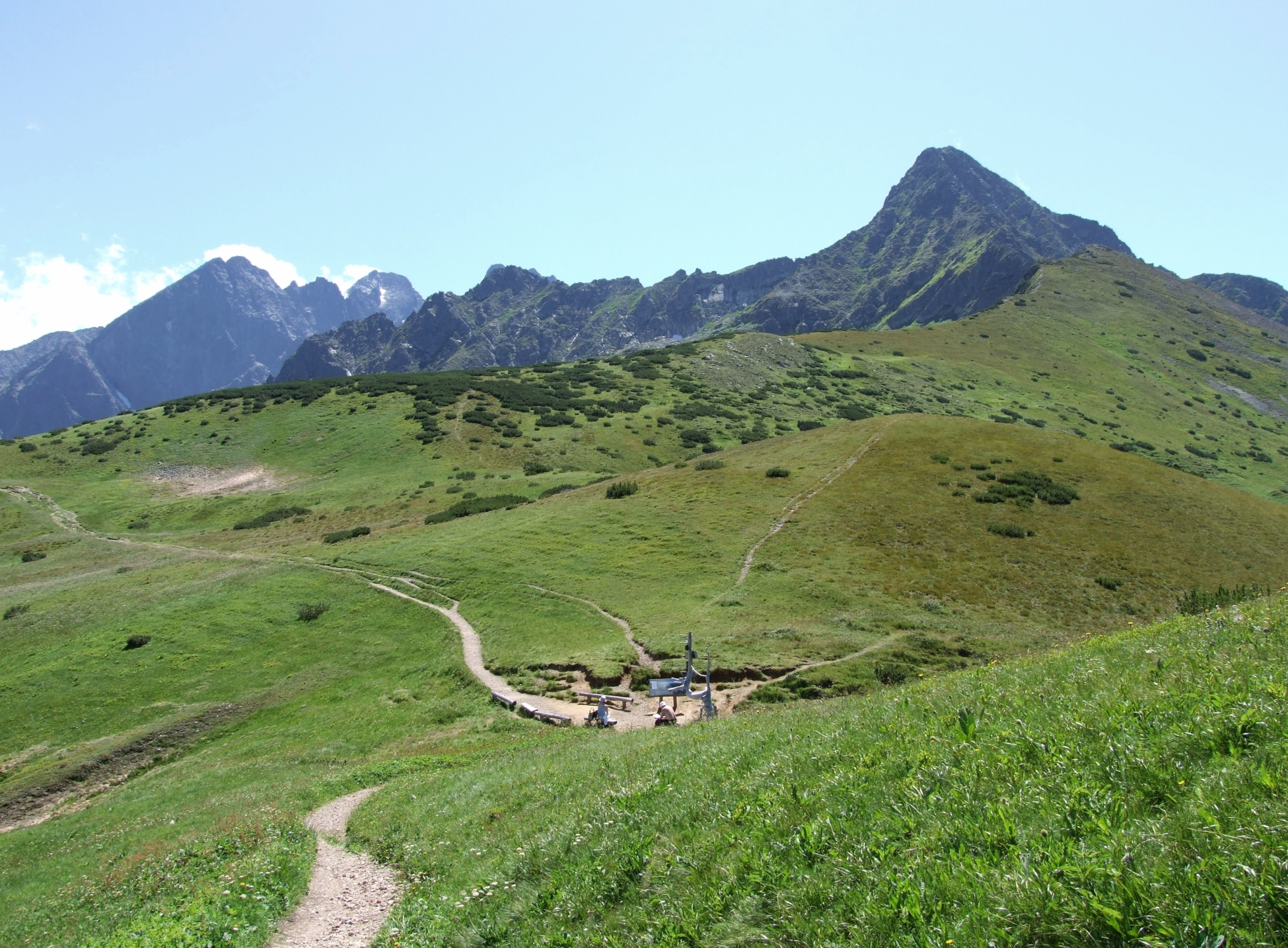
Przełęcz pod Kopą i widok na Tatry Wysokie
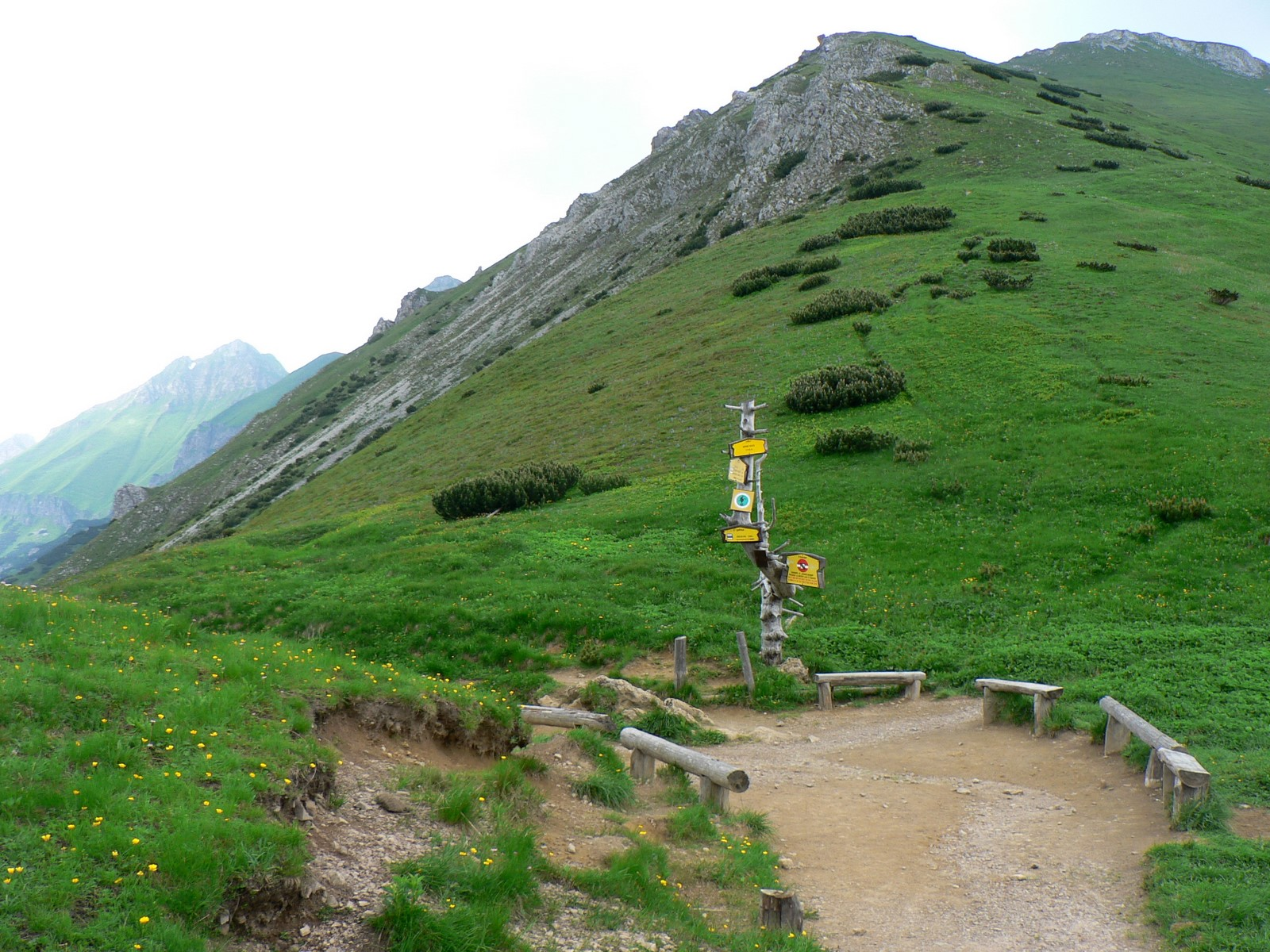
Niżnia Przełęcz pod Kopą, w tle Szalony Wierch, po lewej Hawrań

## Szlaki turystyczne
– niebieski szlak z Doliny Białych Stawów przez Wyżnią Przełęcz pod Kopą na Przełęcz pod Kopą, stąd Doliną Zadnich Koperszadów i Doliną Jaworową do Jaworzyny Tatrzańskiej.
- Czas przejścia znad Wielkiego Białego Stawu na przełęcz: 45 min, ↓ 35 min
- Czas przejścia z przełęczy do Jaworzyny Tatrzańskiej: 2:30 h, ↑ 3 h

  – czerwony szlak (kontynuacja Magistrali Tatrzańskiej) z Doliny Białych Stawów przez Przełęcz pod Kopą, Szalony Przechód i Szeroką Przełęcz Bielską do Zdziaru.
- Czas przejścia znad Wielkiego Białego Stawu na przełęcz: 45 min, ↓ 35 min
- Czas przejścia z przełęczy do Zdziaru: 3:30 h, ↑ 4 h